# Karlik
Karlik (en rus: Карлык) és un poble del krai de Krasnoiarsk, a Rússia, segons el cens del 2017 tenia 94 habitants. Pertany al districte municipal d'Aguínskoie.